# فلاشینگ مدوز–کورونا پارک

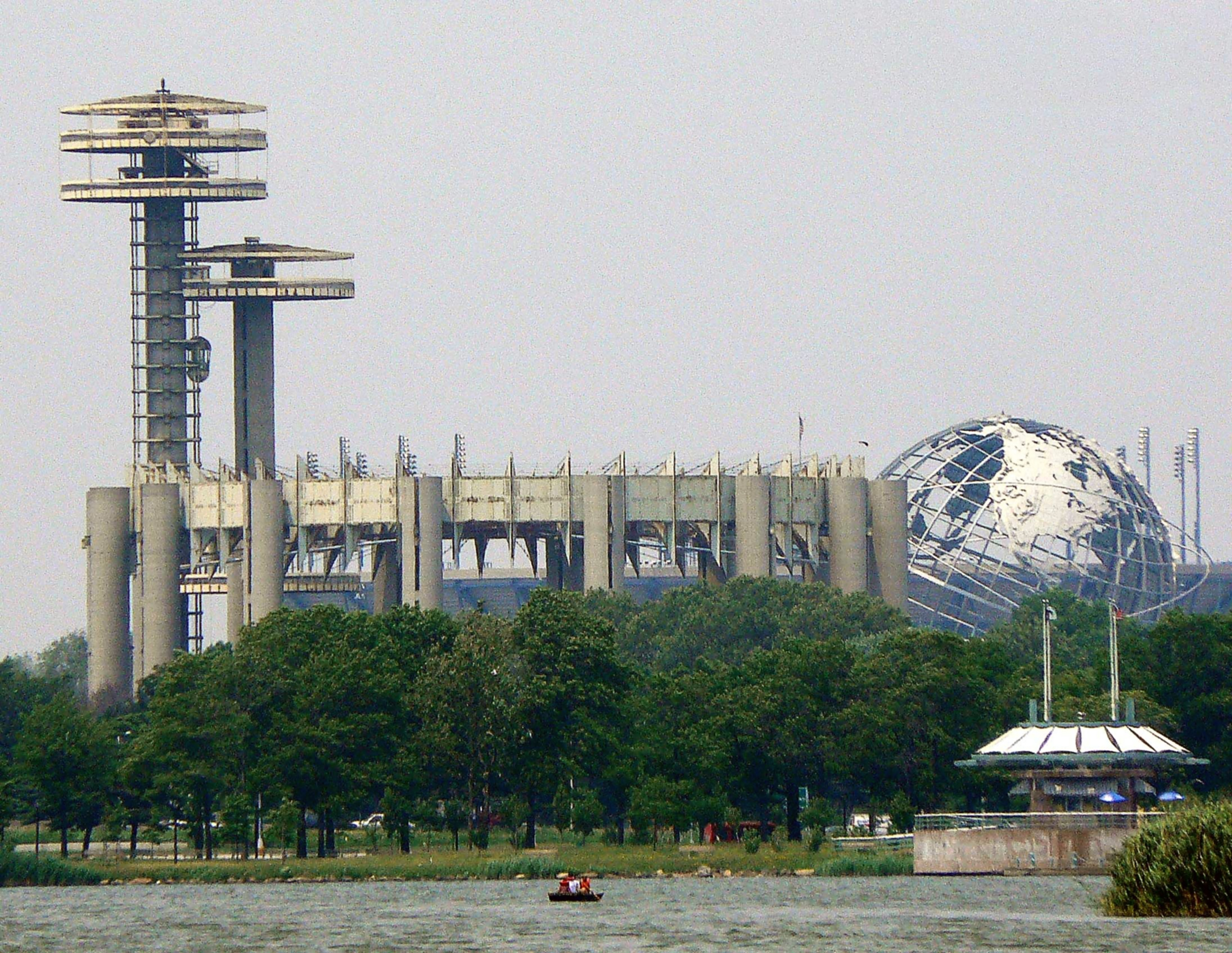

فلاشینگ مدوز–کورونا پارک (به انگلیسی: Flushing Meadows–Corona Park) که به آن فلاشینگ مدوز پارک یا فلاشینگ مدوز نیز می‌گویند، یک پارک عمومی واقع در شهر نیویورک است. این پارک، سیتی فیلد ورزشگاه خانگی تیم بیسبال نیویورک متس،
ساینس هال نیویورک، موزه هنر کویینز، مرکز حیات وحش کویینز، مرکز ملی تنیس بیلی جین کینگ محل برگزاری تورنمنت یواس اوپن رادر خود جای داده است.
فلاشینگ مدو در کویینز قرار دارد. این پارک بین بزرگراه ون ویک و گرند سنترال پارک وی است و از خلیج فلاشینگ واقع در ضلع جنوبی فرودگاه لاگواردیا تا یونیون ترنپایک امتداد می‌یابد.
این پارک دومین پارک بزرگ (پس از پارک خلیج پلهم در برانکس) در شهر نیویورک است. پارک فلاشینگ به منظور محل برگزاری نمایشگاه جهانی نیویورک ۱۹۳۹/۱۹۴۰ ساخته شده‌است. فلاشینگ مدو توسط سازمان پارک‌ها و تفریحات نیویورک اداره می‌شود.